# Leea guineensis
Espèce
Leea guineensis est une plante d'Afrique tropicale de la famille des Vitacées.

## Liste des variétés
Selon Tropicos (27 février 2016) :
- Leea guineensis var. cuspidifera (Baker) Desc.